# П'єр Рюффе
П'єр Ксав'є Еммануель Рюффе (фр. Pierre Xavier Emmanuel Ruffey; 19 березня 1851, Діжон, Друга Французька республіка — 14 грудня 1928, Париж, Третя Французька республіка) — французький воєначальник Першої світової війни, дивізійний генерал (1910).

## Біографія
Народився у сім'ї власника невеликого трактира. Закінчив Сен-Сірську військову школу (1873) та інженерно-артилерійську школу у Фонтенбло (1875). Із 1879 року служив у 3-му артилерійському полку, із 1881 року служив у 8-му артилерійському полку. Із 1887 року — викладач артилерійської тактики у Військовій школі. У 1895—1896 роках служив начальником артилерії на острові Мадагаскар, після чого знову повернувся до викладання у Військовій школі. Із 1901 року — командир 9-го артилерійського полку.
У 1903—1906 роках — начальник штабу 17-го армійського корпусу. У 1906—1910 роках — командир 27-ї піхотної бригади. У 1910—1912 роках — командир 36-ї піхотної дивізії. Із 1912 року — командир 13-го армійського корпусу. Із 1913 року — член Вищої військової ради.
У перші тижні Першої світової війни — командувач 3-ї французької армії, яка налічувала 237 тисяч вояків і 588 гармат та діяла в Арденнах. Під час битви в Арденнах 21-23 серпня 1914 року армія Рюффе зазнала тяжкої поразки і відступила під натиском німецьких військ. За цю поразку 30 серпня 1914 року був знятий з посади командувача армії і переведений на тилову посаду військового інспектора. У 1917 році відправлений у відставку.
Після війни жив у Парижі, де й помер. Похований у Будинку інвалідів.

## Нагороди
- Кавалер ордена Почесного легіону